# 2159 Kukkamäki
A 2159 Kukkamaki (ideiglenes jelöléssel 1941 UX) a Naprendszer kisbolygóövében található aszteroida. Liisi Oterma fedezte fel 1941. október 16-án.